# Leith

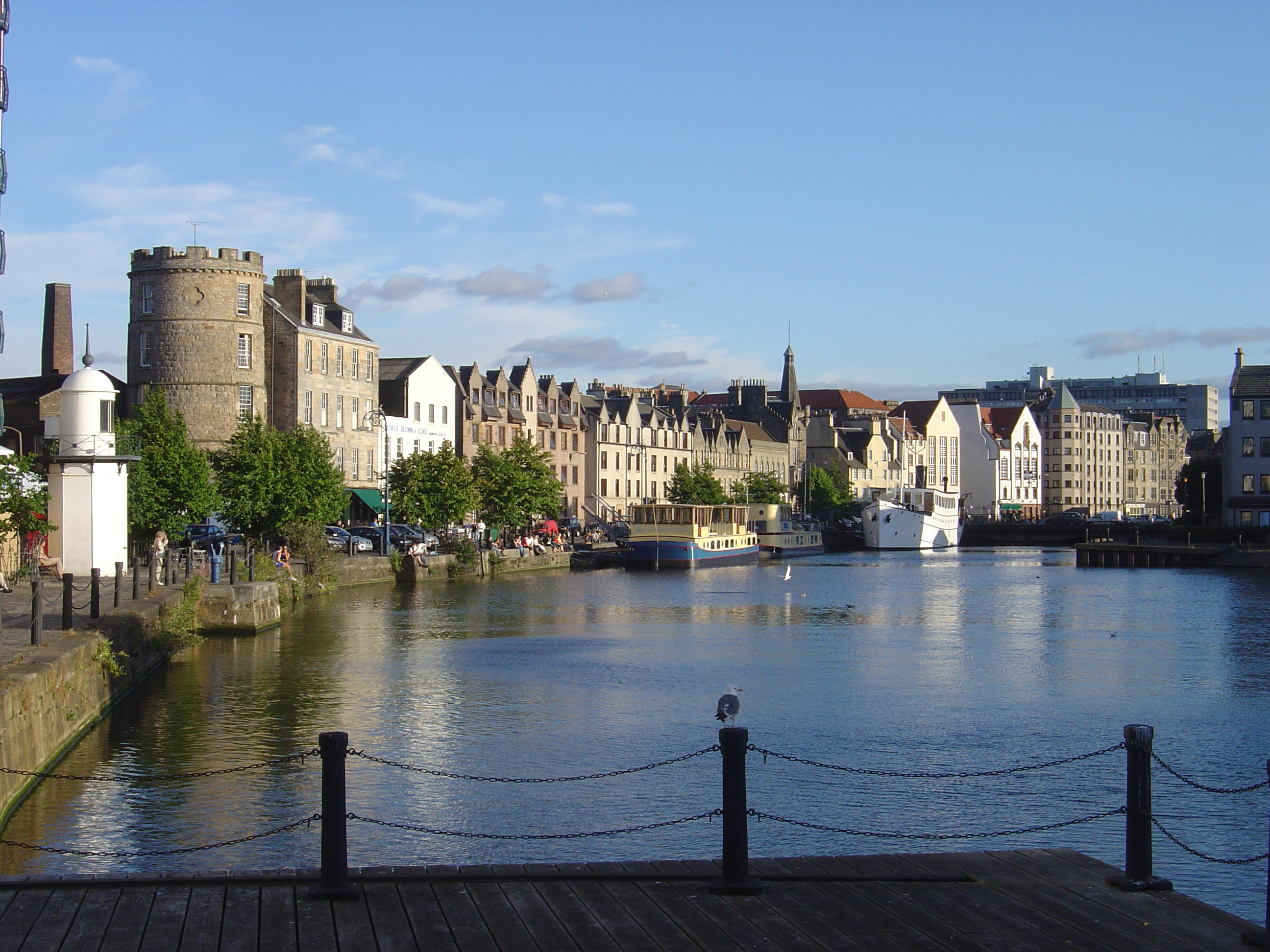

Leith este un oraș în Scoția, Regatul Unit, care este portul Edinburgului.